# Parafia Ewangelicko-Augsburska w Katowicach-Szopienicach
Parafia Ewangelicko-Augsburska w Katowicach-Szopienicach – parafia luterańska w Katowicach, należąca do Kościoła Ewangelicko-Augsburskiego w Rzeczypospolitej Polskiej, stanowiąc część jego diecezji katowickiej. Jej siedziba znajduje się przy ulicy ks. bp. H. Bednorza 20, na terenie dzielnicy Szopienice-Burowiec.
Funkcjonuje od 1885 roku jako filiał Roździeń parafii Ewangelicko-Augsburskiej w Mysłowicach, a w 1910 roku przekształcono ją samodzielną parafię. Świątynią parafialną jest kościół Zbawiciela, powstały w stylu neogotyckim w latach 1899–1901.

## Historia

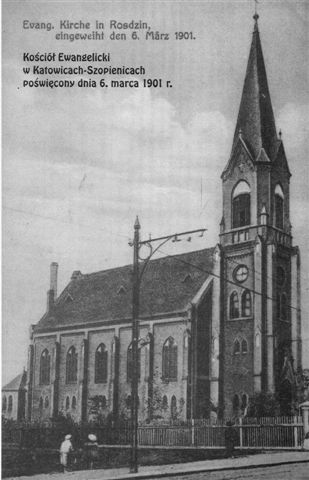
Kościół Zbawiciela na widokówce wydanej około 1905 roku

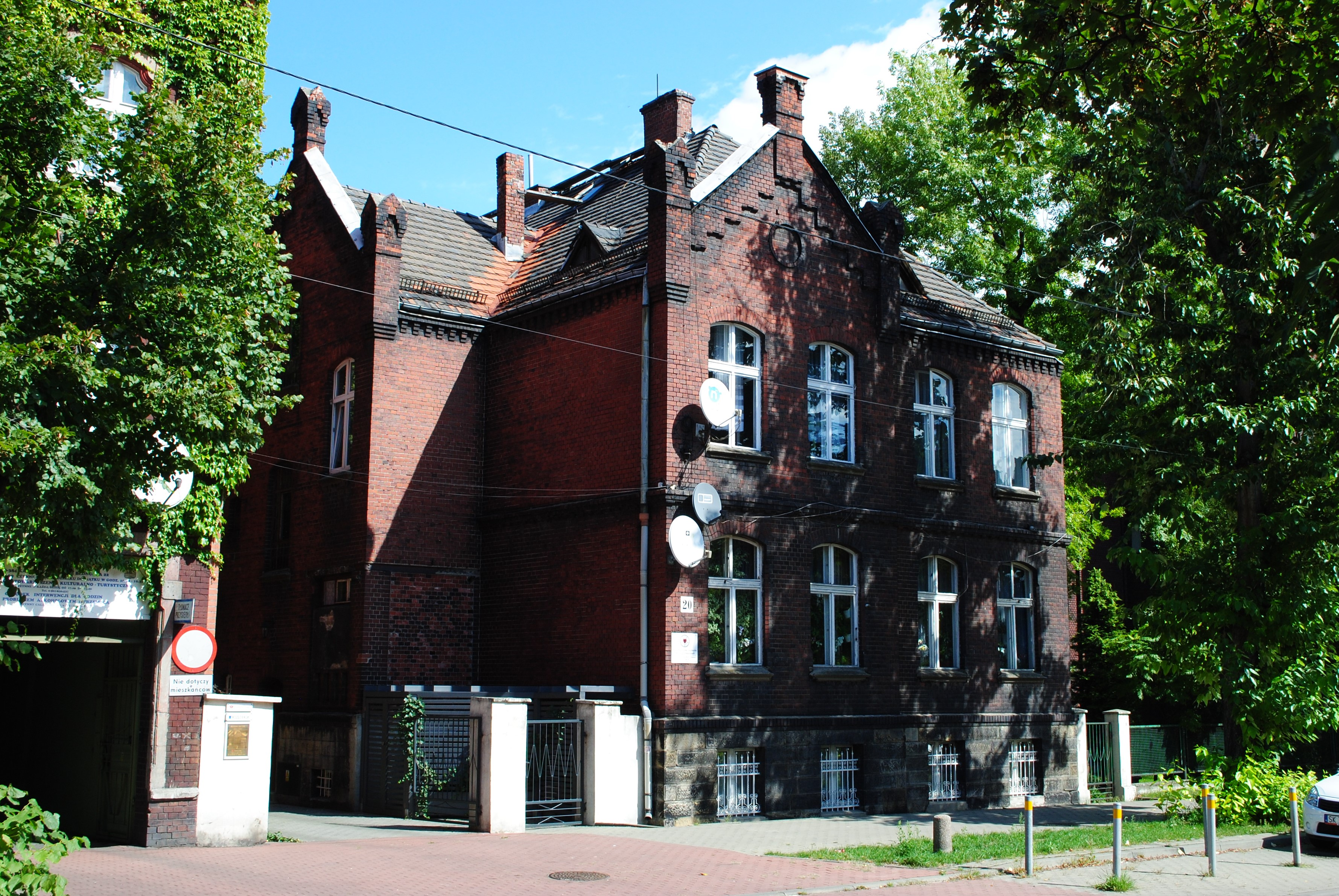
Budynek plebanii szopienickiej parafii ewangelickiej, zniszczony w 2023 roku; zdjęcie z 2020 roku

Wielka ekspansja protestantyzmu na terenie Roździenia i Szopienic nastąpiła w pierwszej połowie XIX wieku, kiedy zaczęły tu masowo powstawać fabryki, kopalnie, huty, do których przybywali liczni pracownicy wyznania ewangelickiego. W 1857 roku ewangelicy otwarli w Roździeniu czteroklasową szkołę, która mieściła się w miejscu późniejszej willi Jacobsena przy ulicy ks. bp. H. Bednorza 60. W 1885 roku nastąpiło formalne zawiązanie wspólnoty parafialnej jako filiał Roździeń parafii Ewangelicko-Augsburskiej w Mysłowicach. Odtąd wspólnota roździeńsko-szopienicka uczęszczała okazyjnie na nabożeństwa do kościoła Apostołów Piotra i Pawła w Mysłowicach lub przybywał tu mysłowicki ksiądz, odprawiając nabożeństwa w najmowanej sali, szkole lub sali posiedzeń rady gminy w Roździeniu.  
W 1899 roku ewangelicy rozpoczęli budowę kościoła w Roździeniu, którą zakończyli w 1901 roku. Duże zasługi dla społeczności ewangelickiej Roździenia i Szopienic miał Ernst von Prittwitz und Gafron, którego działania doprowadziły do powstania świątyni i organizacji niezależnej parafii. W kwietniu 1902 roku otwarto nowy gmach szkoły w Roźdzeniu przy późniejszej ulicy ks. bp. H. Bednorza 13.
W 1905 roku roździeński filiał otrzymał swojego duszpasterza – ks. Wilhelma Dorna, a ostatecznie odłączenie filiału od macierzystej parafii w Mysłowicach nastąpiło w 1910 roku, gdy utworzono samodzielną parafię w Roździeniu. Ks. Wilhelm Dorn został mianowany pierwszym jej proboszczem. 
W latach 1907–1908 ewangelicy wznieśli koło kościoła parafialnego budynek plebanii i dużą salę parafialną.
W wyniku poplebiscytowego rozgraniczenia Górnego Śląska rejon współczesnych Katowic znalazł się w Polsce, wskutek czego wiele rodzin ewangelickich opuściło to miasto – liczba zborowników spadła o ok. 40%. W latach międzywojennych w parafii działały związki mężczyzn, kobiet, młodzieży, a także funkcjonowało aktywnie Towarzystwo Polaków Ewangelików. W 1934 roku, gdy Szopienice wchłonęły Roździeń, dotychczasowa parafia roździeńska stała się parafią Ewangelicko-Augsburską w Szopienicach. W 1939 roku proboszcz ks. Ryszard Horn musiał na rozkaz Niemców opuścić parafię, przez co szopienicka wspólnota pozostawała bez opieki duszpasterskiej. Obsługiwali ją księża z ościennych miast, a ostatecznie obowiązki przejął ks. Gerhard Myschliwczyk. 
W 1945 roku przez pół roku w szopienickim kościele nie odbywały się nabożeństwa. Do 1947 roku nabożeństwa odbywały się nieregularnie, a opiekę duszpasterską w parafii sprawował wówczas ks. Leopold Raabe. Stałego administratora parafia otrzymała w 1947 roku, a został nim ks. Gustaw Gersteinstein. W 1951 roku pod patronatem szopienickiego księdza powołano tzw. parafialny ośrodek szopienicki, w skład weszły ponadto parafie w Hołdunowie, Mysłowicach i Sosnowcu, które formalnie nadal zachowały swą autonomiczność. 31 grudnia 1959 roku, gdy Szopienice włączono w granice administracyjne Katowic, dotychczasowa parafia szopienicka otrzymała współczesną nazwę. W 1987 roku dzięki zaangażowaniu zborowników dokonano wymiany wewnętrznego wystroju kościoła parafialnego. 
Z momentem swojej ordynacji 9 lutego 2013 roku pracę na stanowisku wikariusza rozpoczął w szopienickiej parafii ks. Łukasz Ostruszka i pełnił ją do 30 czerwca 2015 roku. Kolejnym wikariuszem w szopienickiej parafii został 1 września 2016 roku ks. Robert Augustyn, wybrany 20 czerwca 2021 roku na proboszcza parafii w Białej i oficjalnie zainstalowany na tym stanowisku 4 września 2021 roku. 1 września tego samego roku funkcję wikariusza w Szopienicach objął ks. Piotr Uciński. 27 stycznia 2023 roku doszło do wybuchu gazu w budynku plebanii, w wyniku czego zginęły dwie osoby, a sam gmach został w znacznej części zniszczony.

## Proboszczowie
- ks. Wilhelm Dorn (1905–1917)[7]
- ks. Johannes Paul Dierich (1918–1931)[8]
- ks. Eduard Bechtloff (1931–1938)[8]
- ks. Ryszard Horn (1938–1939)[8]
- ks. Gerhard Myschliwczyk (1939–1945)[8]
- ks. Leopold Raabe (1945–1947)[8]
- ks. Gustaw Gerstenstein (1947–1951)[8]
- ks. Emil Kowala (1952–1961)[8]
- ks. Karol Bauman (1961–1997)[8]
- ks. Adam Malina (od 1997)[7]

## Kościół parafialny
Kościołem parafialnym parafii Ewangelicko-Augsburskiej w Katowicach-Szopienicach jest kościół Zbawiciela, położony przy ulicy ks. bp. H. Bednorza w dzielnicy Szopienice-Burowiec. Stanowi jedną z dwóch świątyń ewangelicko-augsburskich w Katowicach. Jest to skromny, neogotycki, jednonawowy obiekt z wieżą wysoką na 42 m wieżą i prezbiterium zakończonym apsydą. Kościół wpisany jest do rejestru zabytków nieruchomych województwa śląskiego.

## Działalność parafialna

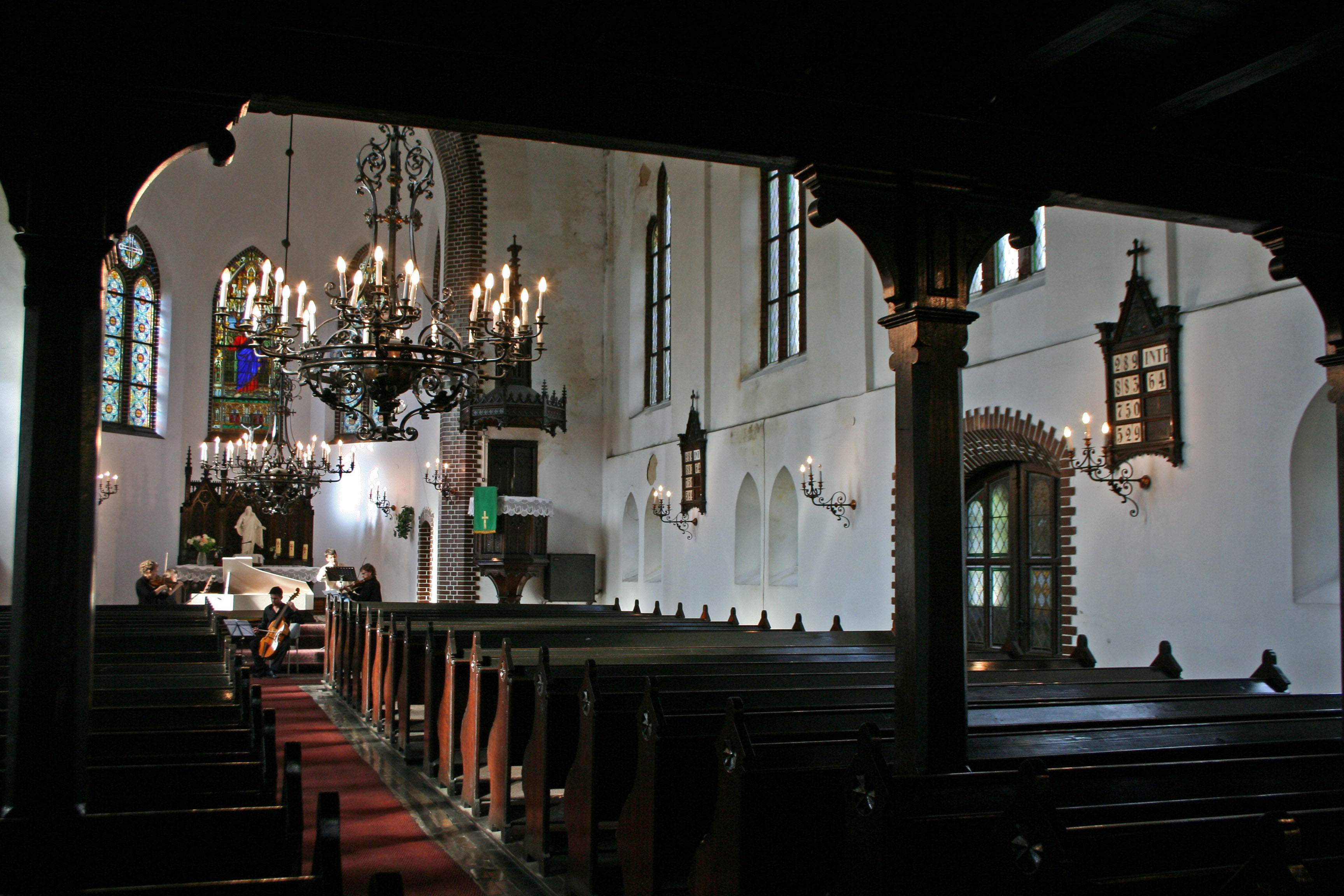
Wnętrze kościoła parafialnego Zbawiciela w trakcie koncertu (2010)

Parafia Ewangelicko-Augsburska w Katowicach-Szopienicach ma swoją siedzibę przy ulicy ks. bp. H. Bednorza 20 w Katowicach, na terenie dzielnicy Szopienice-Burowiec. Należy do Kościoła Ewangelicko-Augsburskiego w Rzeczypospolitej Polskiej, stanowiąc część jego diecezji katowickiej. W 2023 liczyła około 100 wiernych.
Wspólnota prowadzi własną działalność oraz wspólne przedsięwzięcia z sąsiednimi wspólnotami należącymi do ośrodka szopienickiego, w skład którego wchodzą parafie w Szopienicach, Sosnowcu, Mysłowicach i Hołdunowie. W szopienickim kościele parafialnym odprawiane są nabożeństwa niedzielne, świąteczne i tygodniowe. Całorocznie parafia prowadzi akcję otwartego kościoła, a także organizuje jego zwiedzanie wraz z prelekcją. Dzięki organom, podczas wakacji w kościele organizowane są koncerty muzyki organowej, chóralnej i kameralnej. W 2007 roku pod chórem otwarto stałą ekspozycję poświęconą historii parafii.
Oprócz działań typowo kościelnych przy parafii ewangelickiej prowadzona jest także działalność charytatywna. Działa tutaj świetlica środowiskowa, najpierw prowadzona we współpracy z szopienickimi instytucjami edukacyjnymi i MOPS-em, a później jako samodzielne przedsięwzięcie. Siedziba parafii była także miejscem organizacji lokalnego sztabu finałów Wielkiej Orkiestry Świątecznej Pomocy.
Parafia zarządza cmentarzem położonym przy ulicy A. Kocura w Katowicach, założonym w 1888 roku. 